# Amfetaminil
Amfetaminil (còn gọi là amphetaminil, N -cyanobenzylamphetamine,  và AN-1, tên thương hiệu Aponeuron) là một chất kích thích ma túy có nguồn gốc từ amphetamine, được phát triển vào những năm 1970 và được sử dụng để điều trị bệnh béo phì, ADHD, và chứng ngủ rũ. Nó phần lớn đã được rút khỏi sử dụng lâm sàng sau các vấn đề với lạm dụng. Thuốc là một tiền chất của amphetamine.

## Hóa học lập thể
Amfetaminil là một phân tử có hai trung tâm lập thể. Do đó, bốn đồng phân lập thể khác nhau tồn tại:
- (R) -2 - [(R) -1-Phenylpropan-2-ylamino] -2-phenylacetonitril (CAS-Nr. 478392-08-4)
- (S) -2 - [(S) -1-Phenylpropan-2-ylamino] -2-phenylacetonitril (CAS-Nr. 478392-12-0)
- (R) -2 - [(S) -1-Phenylpropan-2-ylamino] -2-phenylacetonitril (CAS-Nr. 478392-10-4)
- (S) -2 - [(R) -1-Phenylpropan-2-ylamino] -2-phenylacetonitril (CAS-Nr. 478392-14-2)